# Maggie Kalka
Maggie Kalka (Helsinki, 20 de octubre de 1912-Helsinki, 22 de julio de 1996) fue una deportista finlandesa que compitió en piragüismo en la modalidad de aguas tranquilas, ganadora la medalla de oro en el Campeonato Mundial de Piragüismo de 1938, en la prueba de K1 600 m.
Representó a Finlandia en esgrima en los Juegos Olímpicos de Helsinki 1952, donde fue eliminada en la primera ronda en la prueba de florete individual.

## Palmarés internacional
| Campeonato Mundial | Campeonato Mundial | Campeonato Mundial | Campeonato Mundial |
| Año                | Lugar              | Medalla            | Evento             |
| ------------------ | ------------------ | ------------------ | ------------------ |
| 1938               | Vaxholm (Suecia)   | Medalla de oro     | K1 600 m           |